# Ian Burn
 Ian Burn  (* 29. Dezember 1939 in Geelong, Victoria, Australien; † 29. September 1993 in Bawley Point, New South Wales, Australien) war ein australischer Konzeptkünstler, Autor und Journalist und ehemaliges Mitglied der Künstlergruppe Art & Language.

## Leben und Werk
Ian Burn besuchte die National Gallery School of Art in Melbourne. Er arbeitete fünf Jahre als Tischler. Er verließ Australien im Jahr 1964. Von 1965 bis 1967 lebte er in London.
Ian Burn war zusammen mit Mel Ramsden Mitbegründer der Art Press und der Gesellschaft für Kunst und Theoretische Analyse in New York City (The Society for Theoretical Art and Analysis) im Jahr 1969.
Ian Burn hatte seine erste Einzelausstellung „performatif narratif piece“ im November 1971 in der Galerie Daniel Templon in Paris.
Burn wurde 1971 Mitglied der Künstlergruppe Art & Language und blieb dies bis Mitte der 1970er Jahre. Er kehrte danach, zusammen mit Terry Smith, ebenfalls einem ehemaligen Mitglied von Art & Language, nach Australien zurück, wo sie zusammen mit Ian Milliss, einem konzeptuellen Künstler, begannen, in Kooperation mit den Gewerkschaften ein Design-Studio spezialisiert auf Social-Marketing- und Gemeinschafts- und Gewerkschaftsrecht als Kunst-Initiative aufzubauen. Ab 1977 lehrte er an der University of Sydney.
Nach 1981 arbeitete er als Journalist bei den Union Media Services in Sydney und schrieb über kulturelle und soziale Themen.
Ian Burn war als Mitglied von Art & Language im Jahr 1972 Teilnehmer der Documenta 5 in Kassel mit dem Projekt „Index 0001“ in der Abteilung Idee + Idee/Licht, zusammen mit den Art & Language-Künstlern Terry Atkinson, Michael Baldwin, David Bainbridge, Charles Harrison, Harold Hurrell, Mel Ramsden und dem US-amerikanischen Spezialisten für Kunst-Sprache Joseph Kosuth. Mit Art & Language war er auch auf der Documenta 6 im Jahr 1977 vertreten.
Burn ertrank am 29. September 1993 am Pretty Beach, Bawley Point in New South Wales.
Seine Arbeiten sind unter anderem in den Sammlungen des Museum of Modern Art in New York City, in der National Gallery of Australia in Canberra und in der Art Gallery of New South Wales enthalten.